# José A. Muguerza
José A. Muguerza Crespo (7 de diciembre de 1858-14 de marzo de 1939) fue un empresario y filántropo mexicano, más conocido por ser el fundador de uno de los más importantes hospitales de México, el Hospital Muguerza, ahora conocido como el Hospital Christus Muguerza, con su base en Monterrey. 
Junto con otros importantes empresarios, Muguerza sirvió como fundador de otras grandes empresas mexicanas como Cervecería Cuauhtémoc, hoy Cervecería Cuauhtémoc Moctezuma; Banco Mercantil del Norte, ahora sólo conocido como Banorte; Cementos Mexicanos, ahora conocido como Cemex y la compañía de Fundidora de Fierro y Acero de Monterrey.

## Hospital Muguerza
El hospital inició operaciones en el año de 1934, creció hasta convertirse en el Grupo Muguerza. En abril del 2001, Grupo Muguerza se alió con Sistemas de Salud Christus en los Estados Unidos y formó la alianza Grupo Christus Muguerza, el más grande sistema de salud del noreste de México. 

## Descendencia
José Muguerza contrajo matrimonio con María Adelaida de los Ángeles Lafón Gajá, hija de Ramón Lafón García y de Rafaela Gajá Delaunay, hermana de Octavia Gajá Delaunay, esposa de Valentín Rivero. La pareja tuvo nueve hijos:
- María Muguerza Lafón, (30 de junio de 1896 - 24 de mayo de 1973), casada con Lorenzo Sada García, hijo del también empresario Francisco G. Sada y de Mercedes García Fuentes; tuvieron 8 hijos.
- José Muguerza Lafón, nacido el 13 de enero de 1899, contrajo matrimonio con Virginia Pozas Cantú.
- Esperanza Muguerza Lafón, nacida el 23 de mayo de 1901, contrajo matrimonio con Bernardo Elosúa Farías, tuvieron 7 hijos.
- María de las Mercedes Muguerza Lafón, nacida el 8 de octubre de 1887.
- María Adelaida Muguerza Lafón, nacida el 10 de octubre de 1892.
- Carmen Muguerza Lafón, nacida el 4 de octubre de 1890.
- Antonio Muguerza Lafón, nacido en 1889.
- Fernando Muguerza Lafón
- Rosalía Muguerza Lafón (1907-1983), casada con Vicente Ferrara Verduzco.

Además estuvo emparentado con varias personalidades del estado de Nuevo León, gracias a los enlaces matrimoniales de sus hermanos: Ramón García Chavárri, Francisco Sada Gómez y José Calderón Penilla fueron sus cuñados, además fue tío de Francisco G. Sada.